# Чориков, Борис Артемьевич

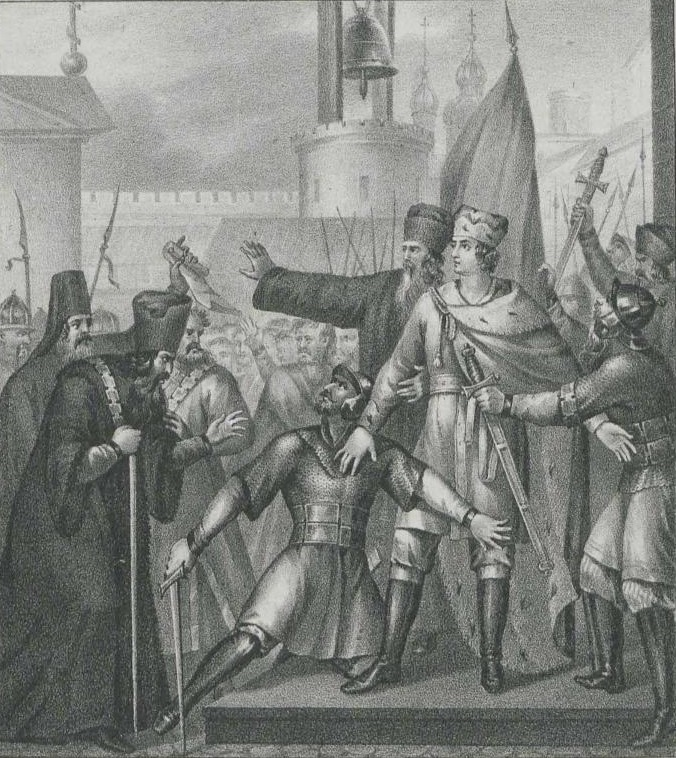
Б. А. Чориков. Князь Александр в Пскове.

Борис Артемьевич Чориков, Чороков (1802—1866) — русский график, известный главным образом как иллюстратор издания «Живописный Карамзин, или Русская история в картинках», опубликованного в Петербурге в 1836 году.

## История
Борис Артемьевич Чориков, сын таможенного досмотрщика, получивший образование в Императорской Академии художеств, куда принят был за казённый счёт (кошт) в 1819 году. Ещё на студенческой скамье он обратил на себя внимание преподавателей рисунками с натуры, которые не раз оценивались серебряными медалями. Окончил Б. А. Чориков академию в 1829 году. В Пушкинскую эпоху он был известен своими жанровыми картинами и композициями, выполненными карандашом, сценами из русской истории (с современной точки зрения — порой с историческими искажениями в облике персонажей и композиции). За свои работы Бория Чориков был выдвинут Академией художеств на соискание звания академика.
Всего к «Истории» Карамзина Чориков создал более 300 рисунков, перенесенных на литографский камень его помощниками: П. Ивановым, О. Андерсоном, К. Беггровым, И. Щедровским, П. Разумовским и рядом других. Ещё участвовал в иллюстрировании «Историческое описание одежды и вооружения российских войск» А. В. Висковатова, например «Писарь, 1762». Лист № 403.